# 우우르 샤힌
우우르 샤힌(튀르키예어: Uğur Şahin, [uːɾ ʃaː.hin], 1965년 9월 29일~)은 튀르키예계 독일인 의사, 종양학자이다. 전공은 암과 면역학이다. 2006년부터 마인츠 대학교 교수를 맡고 있으며, 2008년부터 부인 외즐렘 튀레지과 공동 창업한 바이온텍의 이사회 의장과 대표를 맡고 있다.

## 생애
1965년 9월 29일, 튀르키예 하타이주 이스켄데룬에서 태어났다. 4살이 되던 해, 쾰른의 포드 자동차 공장에서 일하는 아버지가 있는 독일로 어머니와 함께 이주했다.
1984년부터 1992년까지 쾰른 대학교에서 의학을 공부했다. 1992년 종양 세포의 면역요법에 관한 논문으로 박사 학위를 취득했다. 1992년 박사 과정 지도교수인 미하엘 프로인트슈를 따라 홈부르크의 자를란트 대학교 병원으로 갔다. 자를란트 대학교 병원에서 일하면서 미래의 아내가 될 외즐렘 튀레지를 만났다. 둘은 2002년 결혼하여 딸을 하나 낳았다.

## 연구
1991년부터 2000년까지 쾰른 대학교 병원과 자를란트 대학교 병원에서 내과 및 혈액/종양학 의사로 일했다. 2000년 취리히 대학교 병원의 실험면역학 연구소에서 근무한 후, 2001년 마인츠 대학교 병원으로 자리를 옮겼다. 여기서 암 연구 및 면역학 분야에서 다양한 직책을 맡았으며, 실험종양학 강사를 역임했다.

### 가뉘메트 제약
2001년, 사힌은 미래의 아내인 튀레지와 함께 가뉘메트 제약(Ganymed Pharmaceuticals)을 설립했다. 이 회사는 식도암과 위암에 대한 단클론 항체 졸베툭시맙(Zolbetuximab)을 개발했다. 2016년, 최소 수억 유로의 가격에 아스테라스 제약에 인수되었다. 이 신약은 2상 실험에 성공했으며, 2020년 3상 연구에 진입할 예정이다.

### 바이온텍

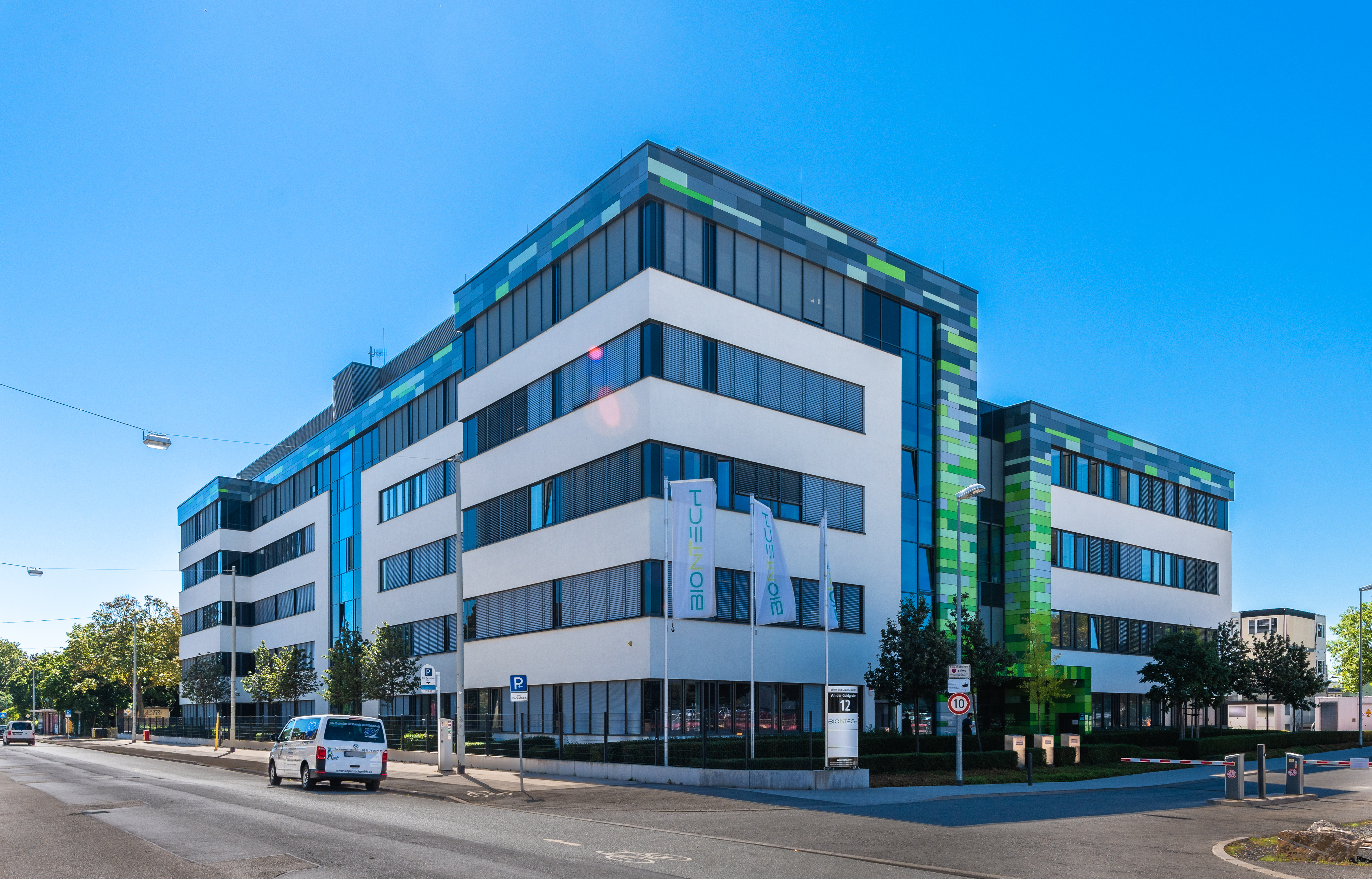
마인츠의 바이온텍 SE 본사

2008년 마인츠에 본사를 둔 생명공학기업 바이온텍을 설립했으며, CEO를 맡고 있다. 암 환자의 면역 치료 개발과 제조에 초점을 두고 있다.
2020년 4월부터 코로나19 백신인 BNT162b2을 개발하고 있다.
사힌은 바이온텍 주식의 17.3%를 보유하고 있으며, 2020년 12월 기준 50억 달러 이상의 자산을 보유, 세계에서 가장 부유한 500명 중 한명이다.